# Legakker

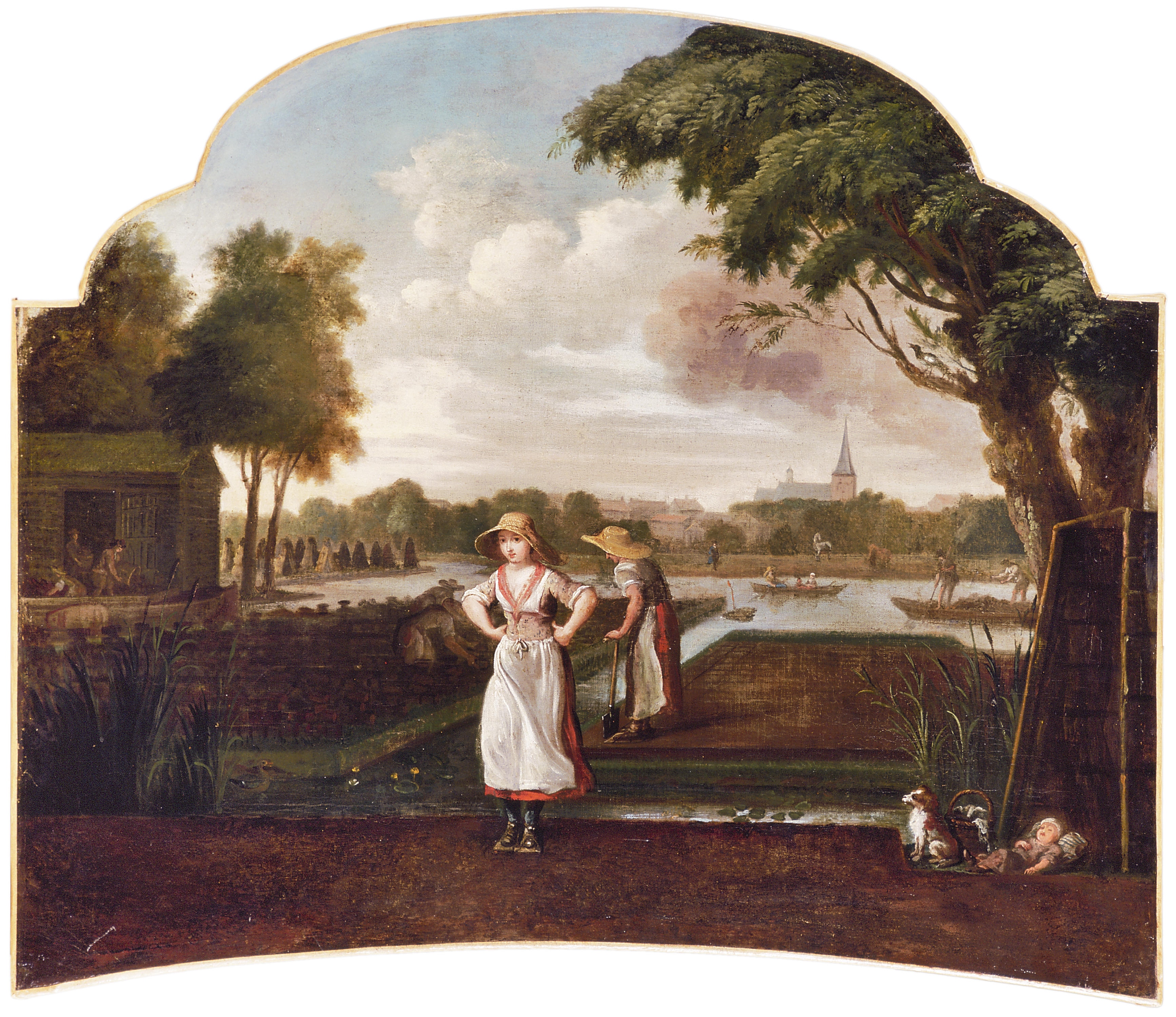
Legakkers bij Hillegersberg, circa 1750. De vrouw op de voorgrond is aan het turftrappen, met plankjes onder haar voeten verdicht zij de turf. Op de achtergrond worden met een stikschep turfjes gestoken. Ook ander turfwerk wordt verbeeld, zoals transport en opslag.

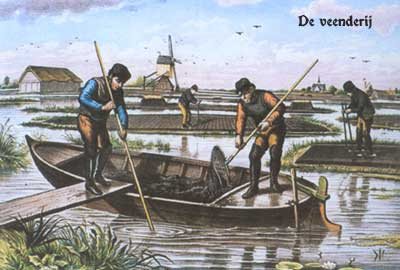
Veentrekken: turfwinning met baggerbeugel in het laagveen van West-Nederland. Het veen wordt op legakkers te drogen gelegd en tot turven gesneden.

Een legakker, ook wel zetwal, rib of kraag genoemd, is een strook grond in het veengebied, waar het met een baggerbeugel uitgebaggerde veen op te drogen werd gelegd om er turven van te maken. Meestal waren de legakkers smalle en lange stroken langs water (trekgaten) of moerassige veengrond.
Een zetwal is een specifiek type legakker die ontstond doordat een uitgeveende sloot werd volgestort met de onbruikbare veraarde bovenlaag van het veen, de zogenaamde bolster of bonkaarde. In tegenstelling tot zetwallen kennen ribben en kragen een onverstoord geologisch profiel.
In Nederland is de legakkerstructuur nog goed terug te zien in veenplasgebieden zoals de Nieuwkoopse plassen en De Weerribben. Nadat de legakkers hun functie kwijtraakten werden ze soms recreatief gebruikt, maar water en wind hebben er veel doen verdwijnen. Door dit erosieproces is de historische landschapsstructuur veranderd. Er wordt soms voor gekozen legakkers te herstellen of opnieuw aan te leggen.

## Afbeeldingen

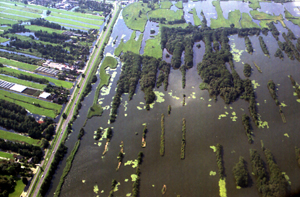
Geërodeerde legakkers in de Nieuwkoopse Plassen
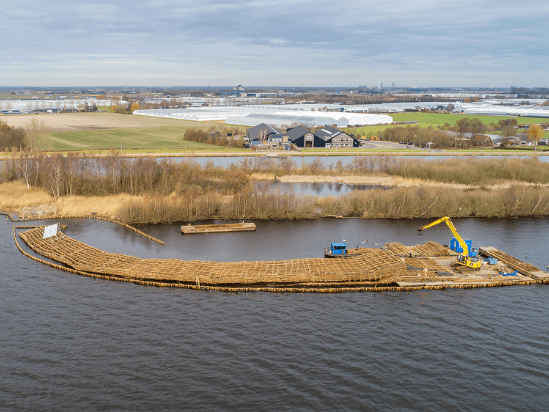
Bouw van een vervangende legakker in 2021
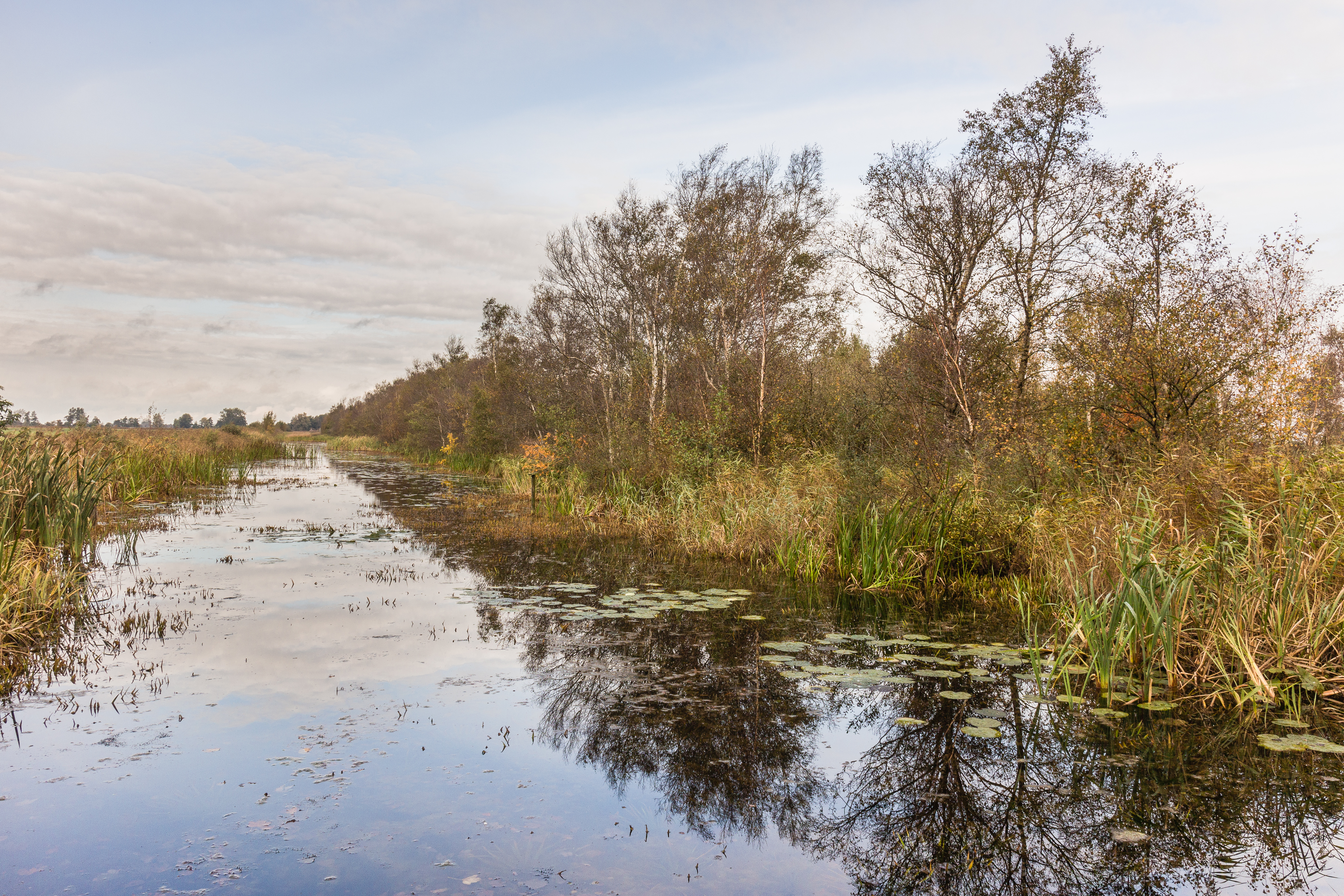
Met struweel overgroeide legakker in Friesland

## Ligging
Legakkers komen vooral voor in de laagveengebieden van Holland, Utrecht, Friesland en Noordwest-Overijssel. In de Stellingwerven worden de ze 'haag' genoemd. In Overijssel staan ze bekend als ribben of rillen.

## Beheer
Om een legakkerlandschap in stand te houden is onderhoud en beheer noodzakelijk. In het kader van natuur- of recreatieontwikkeling wordt er ook wel voor gekozen om geheel nieuwe landstroken in veenplassen aan te leggen. Er worden dan bijvoorbeeld zinkstukken van wilgentenen gebruikt die verzwaard worden met stortsteen en opgevuld met baggerslib.